# Chiến tranh Tây Sơn – Chúa Trịnh
Chiến tranh Tây Sơn-Trịnh là cuộc nội chiến cuối thế kỷ 18 trong lịch sử Việt Nam giữa chính quyền chúa Trịnh và chính quyền nhà Tây Sơn của Nguyễn Nhạc. Cuộc chiến diễn ra trong vòng 2 tháng trong năm 1786 và kết thúc bằng thắng lợi lớn của Tây Sơn, tiêu diệt chính quyền chúa Trịnh ở Bắc Hà.

## Bối cảnh
Từ sau cuộc giao tranh năm 1672, các chúa Trịnh và chúa Nguyễn chấm dứt xung đột, lấy sông Gianh làm ranh giới chia cắt nước Đại Việt thành Đàng Trong và Đàng Ngoài.
Một trăm năm sau, anh em Tây Sơn do Nguyễn Nhạc cầm đầu nổi dậy chống lại họ Nguyễn. Nhận thấy nội biến ở Đàng Trong là cơ hội nam tiến để diệt họ Nguyễn, năm 1774, Trịnh Sâm ở Đàng Ngoài quyết định điều đại quân vào nam. Đầu năm 1775, quân Trịnh đánh chiếm Phú Xuân, chúa Nguyễn Phúc Thuần bỏ chạy vào nam. Thủ lĩnh Tây Sơn Nguyễn Nhạc cũng điều quân từ Quy Nhơn ra đánh Quảng Nam. Hai bên đụng độ ở trận Cẩm Sa, quân Trịnh thắng thế. Nguyễn Nhạc đầu hàng và xin làm tiên phong đánh họ Nguyễn.
Được chúa Trịnh cho hàng, Nguyễn Nhạc tập trung lực lượng đánh bại chúa Nguyễn, chiếm toàn bộ lãnh thổ từ Quảng Nam đến hết Nam Bộ. Năm 1778, sau khi giết được hai chúa Nguyễn, Nguyễn Nhạc tự xưng làm vua, đặt niên hiệu Thái Đức. Trịnh Sâm dù biết nhưng không hỏi đến. Năm 1782, Trịnh Sâm chết, hai con là Trịnh Khải và Trịnh Cán tranh nhau làm chúa. Trịnh Khải giết người phụ tá Hoàng Đình Bảo của Trịnh Cán (còn nhỏ), giành lấy ngôi chúa. Thủ hạ của Đình Bảo là Nguyễn Hữu Chỉnh chạy vào nam đầu hàng Tây Sơn.
Năm 1785, quân Tây Sơn đánh bại quân Xiêm do Nguyễn Ánh cầu viện tại trận Rạch Gầm-Xoài Mút. Nguyễn Ánh phải chạy lưu vong sang Xiêm. Nguyễn Nhạc làm chủ toàn bộ vùng Nam Trung Bộ và Nam Bộ, bắt đầu tính đến phía bắc.

## Tây Sơn chiếm thành Phú Xuân

### Tây Sơn ra quân
Tháng 3 năm 1786, dân Bắc Hà bị nạn đói. Sang tháng 4 năm đó, tướng trấn giữ Phú Xuân của Bắc Hà là Phạm Ngô Cầu sai sứ là Nguyễn Phú Như vào Quy Nhơn mượn tiếng trao đổi vấn đề biên giới, nhưng thực ra muốn dò tình hình Tây Sơn. Phú Như vốn có quen biết với Nguyễn Hữu Chỉnh, bèn mang tình hình Thuận Hóa nói lại. Hữu Chỉnh bèn xin Nguyễn Nhạc ra quân đánh Thuận Hóa. Nguyễn Nhạc quyết định ra quân.
Nguyễn Nhạc cử Nguyễn Huệ làm tổng chỉ huy, cùng các tướng Vũ Văn Nhậm làm tả quân đô đốc, Nguyễn Hữu Chỉnh làm hữu quân đô đốc, Nguyễn Lữ chỉ huy đội dự bị thủy quân. Quân Tây Sơn tham chiến tất cả 1 vạn người.
Phía quân Trịnh có trên 3 vạn quân. Tuy nhiên, Thuận Hóa trong nhiều năm không có chiến tranh, quân số tuy khá đông nhưng phòng thủ không chặt chẽ. Chủ tướng Phạm Ngô Cầu chuyên làm việc buôn bán, không sắm sửa khí giới phòng bị lương thực.

### Tây Sơn đánh chiếm Hải Vân
Biết Phạm Ngô Cầu là người tin vào việc bói toán, Nguyễn Huệ sai một thủ hạ người Hoa giả làm thày bói tới Phú Xuân ra mắt quận Tạo Phạm Ngô Cầu, khuyên Cầu nên lập đàn giải hạn. Quận Tạo nghe theo, bèn lập đàn chay ở chùa Thiên Mụ trong 7 ngày 7 đêm. Trong khi tướng sĩ phía Trịnh mất cảnh giác thì quân Tây Sơn bắt đầu lên đường ra bắc ngày 28 tháng 4 âm lịch tức 25 tháng 5 năm 1786.
Trung tuần tháng 5 âm lịch năm 1786, đạo quân bộ của Tây Sơn do Nguyễn Huệ chỉ huy tập kích bất ngờ nơi này, quân Trịnh không kịp trở tay. Hoàng Nghĩa Hồ mang quân ra địch bị tử trận.
Đánh chiếm được Hải Vân, Nguyễn Huệ lập tức thúc quân tiến thẳng ra Phú Xuân.

### Phú Xuân thất thủ
Trong khi Phạm Ngô Cầu vẫn đang cầu cúng ở chùa Thiên Mụ thì được tin Hoàng Nghĩa Hồ tử trận. Quận Tạo vội lệnh cho quân sĩ về thành chuẩn bị đối phó, nhưng các tướng sĩ vất vả đã mỏi mệt và tinh thần chiến đấu suy nhược.
Để ly gián các tướng Trịnh giữ Phú Xuân là Phạm Ngô Cầu và Hoàng Đình Thể, Nguyễn Huệ dùng Nguyễn Hữu Chỉnh đứng tên nhân danh người quen cũ, viết thư dụ hàng Hoàng Đình Thể, song lại cố ý đưa thư nhầm cho Phạm Ngô Cầu. Phạm Ngô Cầu tiếp thư bắt đầu nghi ngờ Đình Thể không hết lòng chiến đấu. Bản thân quận Tạo cũng sinh ý định hàng Tây Sơn, bèn dìm bức thư đó không đưa cho quận Thể.
Quân Tây Sơn kéo đến sát thành Phú Xuân. Sau khi đánh đắm một tàu Bồ Đào Nha ủng hộ quân Trịnh, thủy quân Tây Sơn theo sông Hương áp sát thành, trong khi đó bộ binh Tây Sơn cũng tiến đến vây thành.
Trong thành, Phạm Ngô Cầu muốn hàng, chỉ có Hoàng Đình Thể nghênh chiến. Hoàng Đình Thể tập trung pháo trên mặt thành bắn xuống dữ dội. Bộ binh Tây Sơn phải giãn vòng vây lùi ra xa. Nguyễn Huệ điều quân bộ lên thuyền thủy binh ở bờ sông Hương, dùng đại bác bắn lên thành chống lại pháo quân Trịnh, nhưng từ mặt nước lên mặt thành quá cao nên đại bác Tây Sơn bắn không tới, buộc phải tạm ngưng chiến.
Lúc đó là tháng 5 đang mùa nước lũ, ban ngày mực nước thấp, tới đêm nước dâng cao. Biết quy luật nước lên xuống, Nguyễn Huệ bèn đổi chiến thuật không đánh ban ngày mà đánh ban đêm. Đêm ngày 20 tháng 5 âm lịch tức 15 tháng 6 năm 1786, nước dâng ngập chân thành Phú Xuân. Nguyễn Huệ hạ lệnh tiến công. Thủy quân Tây Sơn tiến đến nã pháo vào trong thành. Hỏa lực quân Trịnh mất tác dụng. Hoàng Đình Thể không thể dùng pháo binh chống lại quân Tây Sơn được nữa, phải cùng các con và thuộc tướng Vũ Tá Kiên mở cửa thành ra nghênh địch.
Đánh nhau được 1 canh giờ, Hoàng Đình Thể thuốc súng và đạn đều hết, bèn sai người vào thành xin tiếp viện, nhưng Phạm Ngô Cầu đóng cửa thành không cứu viện. Nhưng trong lúc quận Thể đang chiến đấu thì trên mặt thành, quận Tạo đã kéo cờ trắng xin hàng. Đình Thể cùng thuộc tướng Vũ Tá Kiên lần lượt tử trận. Nguyễn Huệ thúc quân ồ ạt tiến lên chiếm thành. Thuận Hóa thuộc về Tây Sơn.
Trong lúc Nguyễn Huệ tác chiến ở phía nam thì Nguyễn Lữ mang quân thủy ra sông Gianh. Khi quân Tây Sơn kéo đến, các tướng sĩ Bắc Hà đều bỏ thành lũy chạy trốn. Khi quân Tây Sơn chiếm được Bố Chính sắp tiến vào Leo Heo thì quân Trịnh tại đây cũng bỏ chạy, nhưng bị dân địa phương bắt nộp cho quân Tây Sơn.
Quân Tây Sơn tiến đánh lũy Đồng Hới (lũy Thầy) do Phái Vị hầu và Ninh Tốn chỉ huy. Tuy thành lũy khá kiên cố nhưng tinh thần quân Trịnh tại đây cũng bạc nhược. Hai tướng Trịnh sợ bị đánh từ cả đường thủy lẫn đường bộ, không dám chống cự bèn theo đường núi trốn thoát về Bắc. Ngày 26 tháng 5 âm lịch tức 21 tháng 6, quân Tây Sơn chiếm đóng lũy Đồng Hới.
Toàn bộ lãnh thổ phía nam sông Gianh, tương đương với lãnh thổ chúa Nguyễn cai quản trước đây, thuộc về Tây Sơn.

## Chiến dịch Thăng Long
Nguyễn Nhạc vốn chỉ có ý định đánh chiếm Phú Xuân. Chiến dịch Phú Xuân kết thúc đã hoàn thành kế hoạch của Nguyễn Nhạc. Sau khi làm chủ địa giới từ phía Nam sông Gianh trở vào, Nguyễn Huệ đã định sửa vùng biên cũ La Hà để chia giới hạn với Bắc Hà, thì Nguyễn Hữu Chỉnh lại khuyên ông nên nhân cơ hội họ Trịnh suy nhược mà tấn công ra Bắc có thể giành thắng lợi. Nguyễn Huệ quyết định phát động cuộc tấn công mới ra Thăng Long.
Ông để Nguyễn Lữ ở lại giữ khu vực Nam sông Gianh, đưa thư về báo cho vua Thái Đức biết và tự thống lĩnh đại đội quân thủy và quân bộ tiến ra bắc. Nguyễn Nhạc nhận được thư của Nguyễn Huệ không bằng lòng với ý định tự quyết đó, sai người từ Quy Nhơn đuổi theo ngăn lại, nhưng đến nơi thì đại quân của Nguyễn Huệ đã vượt biển đi rồi.

### Tây Sơn đánh chiếm Thanh Nghệ và Sơn Nam
Ngày 28 tháng 6, ngoài Thăng Long nghe tin báo quân Tây Sơn đã đánh chiếm được Phú Xuân. Tuy nhiên các đại thần của triều đình Lê Trịnh lại cho rằng vì Phú Xuân vốn không phải là đất của Bắc Hà nên chỉ cần phòng giữ lấy địa giới Đàng Ngoài cũ như trước đây. Nghe tin quân Tây Sơn sắp tiến ra, Trịnh Tông hạ lệnh cho Trịnh Tự Quyền làm thống tướng, đem quân lính 27 cơ tiến vào giữ lấy đầu địa giới Nghệ An để chống cự.
Dọc đường từ sông Gianh trở ra, Nguyễn Huệ chia làm nhiều toán quân du binh đánh chiếm các đồn trại quân Trịnh. Quân Trịnh sợ quân Tây Sơn, nhiều đồn trông thấy là bỏ chạy. Nguyễn Huệ kéo quân đến chiếm cứ lấy Thanh-Nghệ.
Trịnh Tự Quyền chuẩn bị chậm chạp, khi đem quân dời khỏi thành mới được 30 dặm, thì cánh quân Tây Sơn của Nguyễn Hữu Chỉnh đã đến Vị Hoàng.
Sáng sớm ngày 11 tháng 7 năm 1786, quân Trịnh bị bất ngờ vì quân Tây Sơn tiến quá nhanh, đều tan vỡ bỏ chạy.
Chiếm xong Vị Hoàng, Nguyễn Hữu Chỉnh báo cho Nguyễn Huệ ở Thanh Hóa biết và sai một tỳ tướng mang một toán quân tiến về Thăng Long.
Trịnh Khải nghe tin mất Vị Hoàng, lại lệnh cho Trịnh Tự Quyền tiến đến chống cự ở Kim Động, một mặt lệnh cho Đỗ Thế Dận đang trấn thủ Sơn Nam đem quân bộ tiến đến đóng ở bờ sông Phù Sa, rồi sai Đinh Tích Nhưỡng đốc lãnh các quân thủy đạo tiến thẳng đến giữ ở cửa Luộc. Các tướng Trịnh hội hợp binh lính đón đánh.
Ngày 17 tháng 7 năm 1786, Nguyễn Huệ tiến đại quân đến Vị Hoàng. Ông dùng kế lừa quân Trịnh, cho làm hình nộm để lên thuyền để dụ quân Trịnh bắn tên đạn ra trước cho hết tên đạn rồi sau đó mới tấn công. Quân Trịnh bị mắc lừa, mất khí thế. Quân Tây Sơn dùng toán quân nhanh nhẹn sắc bén xông thẳng vào hàng ngũ quân Đỗ Thế Dận, quân của Thế Dận kinh sợ tan vỡ. Toán quân của Đinh Tích Nhưỡng cũng bỏ thuyền chạy. Toán quân của Trịnh Tự Quyền nghe tin, cũng sợ hãi rối loạn rồi tự tan vỡ. Quân Tây Sơn đánh phá chiếm được trấn Sơn Nam.
Nguyễn Huệ tranh thủ sự ủng hộ của người dân Bắc Hà, bèn phát tờ hịch đi các lộ, bày tỏ danh nghĩa "diệt Trịnh, phò Lê". Sáng ngày 19 tháng 7, Nguyễn Huệ thúc đại quân từ Sơn Nam đánh ra Thăng Long.

### Tây Sơn tiến ra Thăng Long
Sau khi trấn Sơn Nam đã bị quân Tây Sơn chiếm được, kinh thành Thăng Long rung động. Trịnh Tông theo kế của Trần Công Xán, bố trí phòng thủ Thăng Long như sau:
- Cho đội thủy quân tứ thị là đội thủy quân duy nhất còn lại ở kinh thành tới dàn thuyền chiến ở bến sông Thúy Ái
- Hoàng Phùng Cơ dàn quân đóng ở hồ Vạn Xuân;
- Trịnh Tông tự mình đem hết quân trong thành, bày trận ở bến Tây Long, có 100 voi chiến[2].

Trong tình thế nguy cấp, quân Trịnh vẫn không cảnh giác, cho rằng quân Tây Sơn chưa thể tiến đến Thăng Long nhanh chóng.
Nhân lúc gió đông nam thổi mạnh, Nguyễn Huệ cho quân thủy giương buồm tiến đến kinh thành Thăng Long. Sáng ngày 21 tháng 7, thuyền quân Tây Sơn xuôi chiều gió, kéo ập đến bến Nam Dư. Về phía quân Trịnh, quân thủy tan vỡ trước. Hai viên thiên tướng là Nguyễn Trọng Yên và Ngô Cảnh đứng ở mũi thuyền chống cự, bị quân Tây Sơn giết chết.
Cánh quân Thúy Ái bị tiêu diệt. Quân Tây Sơn kéo lên bộ, tiến tới hồ Vạn Xuân. Toán quân của Phùng Cơ không kịp dàn thành hàng ngũ, bỏ chạy tan vỡ tứ tung. Thủ hạ và 6 người con đều bị tử trận, Phùng Cơ cùng 2 người con cướp lấy đường mà chạy.
Quân Tây Sơn tiến đến bến Tây Long. Trịnh Tông cầm cờ lệnh chỉ huy, nhưng quân sĩ không ai chịu tiến lên. Quân Tây Sơn đổ đến chém giết, quân Trịnh tan vỡ lung tung. Trịnh Tông quay voi trở về thành thì thấy ngoài phủ đã cắm hàng loạt cờ Tây Sơn, bèn dẫn tượng binh hướng theo đường Sơn Tây chạy trốn.
Ngày 21 tháng 7 năm 1786, Nguyễn Huệ dẫn đại quân tiến vào Thăng Long, đóng quân ở phủ chúa Trịnh.
Khi Trịnh Khải chạy đến xã Hạ Lôi, huyện Yên Lãng, quân sĩ tan tác hết. Trịnh Khải gặp Lý Trần Quán là người trước đây vâng lệnh đem tờ hịch đi chiêu mộ nghĩa binh. Lý Trần Quán nhờ người học trò của mình là Nguyễn Trang hộ vệ Trịnh Tông. Nguyễn Trang phản lại Trần Quán, bắt Trịnh Tông giải đi nộp quân Tây Sơn. Trên đường đi, Trịnh Tông dùng dao cắt cổ tự tử. Nguyễn Huệ sai sắm áo quan khâm liệm mai táng cho Trịnh Tông.
Tiến vào Thăng Long, Nguyễn Huệ ổn định tình hình kinh thành. Sáng hôm sau, Nguyễn Huệ vào yết kiến vua Lê Hiển Tông ở điện Vạn Thọ, dâng sổ sách binh và dân để tỏ rõ ý nghĩa nhà vua nhất thống. Lê Hiển Tông phong Nguyễn Huệ làm Uy quốc công.

## Hậu quả và ý nghĩa
Cuộc bắc tiến năm 1786 là cuộc chiến chính thức giữa Tây Sơn và Trịnh trên danh nghĩa là hai thực thể chính trị độc lập. Cuộc chiến kết thúc với thắng lợi hoàn toàn của Tây Sơn, chính quyền họ Trịnh cai trị Bắc Hà hơn 200 năm bị đánh đổ. Nhưng vua Tây Sơn Nguyễn Nhạc không vui mừng mà trái lại tỏ ra lo lắng vì sợ khó kìm chế được Nguyễn Huệ nên đã đích thân ra Bắc Hà rút toàn bộ quân đội trở về nam.
Sau cái chết của Trịnh Tông, các lực lượng họ Trịnh còn nổi dậy khôi phục, nhưng bị Nguyễn Hữu Chỉnh đánh bại. Bản thân Hữu Chỉnh sau lần ra bắc năm 1786 cũng tự ý ly khai Tây Sơn khi anh em Tây Sơn rút quân về Nam (do Nguyễn Nhạc không chủ ý chiếm đóng Bắc Hà). Vì vậy, cuộc chiến sau này giữa họ Trịnh và Nguyễn Hữu Chỉnh (cũng nhân danh phù Lê) là cuộc chiến nội bộ của Bắc Hà, không còn vai trò trực tiếp của Tây Sơn. Cuộc chiến này cũng khởi đầu cho việc xây dựng lực lượng và lãnh thổ riêng của Nguyễn Huệ trong lòng chính quyền Tây Sơn dẫn đến việc bắt đầu chia rẽ nội bộ (giữa Nguyễn Nhạc và Nguyễn Huệ). Tuy lần này Tây Sơn rút đi mà chưa ở lại chiếm giữ Bắc Hà nhưng thực tế sau này cho thấy hầu hết lãnh thổ mà Nguyễn Huệ thực sự quản lý khi làm hoàng đế (toàn bộ Bắc Hà kéo dài đến Quảng Nam) chính là những vùng đất ông đánh chiếm được của họ Trịnh từ cuộc chiến này.
Chiến tranh Trịnh-Tây Sơn kết thúc với chiến dịch Thăng Long 1786, được nhiều sử gia ghi nhận là mốc thời gian đánh dấu thời điểm thống nhất quốc gia Đại Việt – dù trong thời gian không dài - dưới chính quyền Tây Sơn.